# Ulrich Scholten
Ulrich Horst Scholten (* 18. November 1957 in Duisburg) ist ein deutscher ehemaliger Kommunalpolitiker der SPD. Er war vom 21. Oktober 2015 bis 7. Oktober 2020
Oberbürgermeister der Stadt Mülheim an der Ruhr.

## Leben
Scholten wurde 1957 als Sohn eines Industrieschlossers und einer selbständigen Friseurin in Duisburg geboren und wuchs im benachbarten Mülheim an der Ruhr auf. Aus einer sozialdemokratischen Familie stammend, wurde Scholten Schülersprecher seines Gymnasiums, der Otto-Pankok-Schule, und 1973 Mitglied der Sozialdemokratischen Partei Deutschlands. Noch vor dem Abitur wurde Scholten Sprecher der Mülheimer Jusos.
Nach Ablegen des Abiturs wurde Scholten im Rahmen seines Wehrdienstes in Düsseldorf und Essen zum Funker ausgebildet.
Hiernach absolvierte er ein Studium der Rechtswissenschaften an der Rheinischen Friedrich-Wilhelms-Universität Bonn sowie der Ruhruniversität Bochum.
Ab 1997 war er Personalleiter bei der Salzgitter Mannesmann Grobblech GmbH in Mülheim, deren SPD-Betriebsgruppe er schon zu Studienzeiten angehörte.
Scholten gehörte seit dem Jahr 1999 als Stadtverordneter dem Rat der Stadt Mülheim an, in dem Finanzen, Wirtschaft und Planung zu seinen Arbeitsschwerpunkten zählten. 2002 strebte er an, von der SPD Mülheim zum Kandidaten für den Deutschen Bundestag aufgestellt zu werden, unterlag jedoch knapp Anton Schaaf.
Am 22. November 2014 wurde er zum Vorsitzenden der Mülheimer SPD gewählt, am 13. September 2015 zum Oberbürgermeister der Stadt Mülheim gewählt. Er folgte am 21. Oktober 2015 Dagmar Mühlenfeld im Amt. Im Juli 2020 erklärte Scholten wegen einer gesundheitlich bedingten dauernden Dienstunfähigkeit bei der Kommunalwahl 2020 nicht erneut antreten zu wollen.
Am 7. Oktober 2020 übergab er die Amtsgeschäfte an den neu gewählten Oberbürgermeister Marc Buchholz.
Ulrich Scholten ist verwitwet und hat zwei erwachsene Töchter. Er wohnt in Essen-Kettwig.